# Aghireșu
Aghireșu (em húngaro:  Egeres, em alemão:  Erldorf) é uma comuna da Romênia localizada no distrito de Cluj. Possui 105,79 km² de área e 7 156 habitantes (2007).

## Demografia
De acordo com o censo de 2002, os romenos representavam 55,25% da população, os húngaros 40,84% e o povo rom (ciganos) 3,82%.